# 性病科
性病科（せいびょうか）とは、性病を始めとした性感染症を対象とする医療機関の診療科目の一つのことである。
性感染症は、婦人科や泌尿器科あるいは、内科、外科、皮膚科も診察の対象としていることから、性病科はこれらの診療科の中に含まれていることがほとんどである。
平成20年から、新規に「性病科」を標榜することはできなくなった（ただし、この年以前から性病科を掲げていた場合は、引き続き標榜できる）。